# Amerikaanse stierkikker
De Amerikaanse stierkikker (Lithobates catesbeianus), ook wel Amerikaanse brulkikker, is een kikker uit de familie van de echte kikkers (Ranidae).
De kikker heeft een bruine tot groene kleur en een gladde huid, de poten zijn goed ontwikkeld. Het lichaam kan meer dan twintig centimeter lang worden. De trommelvliezen zijn erg groot, vooral bij de mannetjes. De kikkervisjes kunnen erg groot worden en zijn te herkennen aan de hoge staartzoom.
De Amerikaanse stierkikker leeft in grote delen van zuidoostelijk Noord-Amerika, het verspreidingsgebied beslaat met name delen van de Verenigde Staten. De kikker leeft oorspronkelijk in het centrale en oostelijke deel van de VS en in zuidoostelijk Canada, maar heeft zich verspreid naar andere, westelijkere staten. Met behulp van de mens is de kikker ook naar de Amerikaanse eilandengroep Hawaï verspreid en daarnaast heeft de soort zich gevestigd in geheel andere werelddelen zoals zuidelijk Noord-Amerika (Mexico), Zuid-Amerika, Europa en Azië. Ook in België en Nederland zijn waarnemingen bekend van verschillende populaties.
De Amerikaanse stierkikker is een bewoner van allerlei biotopen, zoals moerassen, meren en grote rivierarmen. In permanent droge of koude gebieden kan het dier niet overleven maar kan verder vrijwel overal worden aangetroffen, zoals bossen, moerassen en tuinen en parken. De soort is op verschillende delen van de wereld uitgezet waar de kikker soms een ware plaag vormt. De Amerikaanse stierkikker wordt veel groter dan de meeste amfibieën en heeft voor een belangrijk deel ook andere amfibieën zoals kikkers op het menu staan. Hierdoor staat de kikker bekend als een invasieve soort die een bedreiging vormt voor de inheemse amfibieën. De kikker is zeer vraatzuchtig en de grotere exemplaren eten regelmatig kleine vogels en jonge slangen die in één keer worden doorgeslikt. Belangrijke vijanden zijn krokodilachtigen en grotere slangen.
De Amerikaanse stierkikker wordt vanwege zijn algemene voorkomen en het grote lichaam veel gevangen om het vlees en daarnaast worden de dieren verzameld en verkocht als huisdier (wat sinds 2022 verboden is in de hele Europese Unie) . Door het kweken van de kikker voor het vlees zijn de dieren in veel landen in het wild terechtgekomen. In andere landen zijn de dieren per ongeluk als kikkervisje terechtgekomen tussen een lading waterplanten of zijn als vijverdecoratie verkocht. Dit laatste is onder andere gebeurd in landen als België en Nederland.

## Verspreiding en habitat

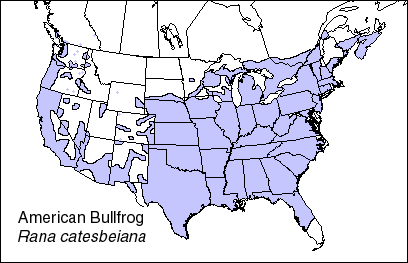
Verspreiding in de Verenigde Staten en Canada in het blauw

Het natuurlijke verspreidingsgebied van de Amerikaanse stierkikker ligt in het oostelijke en centrale deel van Noord-Amerika.
De landen waarin de Amerikaanse stierkikker van nature voorkomt beslaan delen van oostelijk Noord-Amerika in de Verenigde Staten tot extreem zuidelijk Canada in het noorden en tot zuidoostelijk Mexico in het zuiden.
In de Verenigde Staten komt de Amerikaanse stierkikker voor in de staten Alabama, Alaska, Arizona, Arkansas, Californië, Colorado, Connecticut, Delaware, Florida, Georgia, Hawaï, Idaho, Illinois, Indiana, Iowa, Kansas, Kentucky, Louisiana, Maine, Maryland, Massachusetts, Michigan, Minnesota, Mississippi, Missouri, Montana, Nebraska, Nevada, New Hampshire, New Jersey, New Mexico, New York, North Carolina, Ohio, Oklahoma, Oregon, Pennsylvania, Rhode Island, South Carolina, South Dakota, Tennessee, Texas, Utah, Vermont, Virginia, Washington, West Virginia, Wisconsin en Wyoming. De enige staat waar de kikker niet voorkomt, is North Dakota.
In Montana komt de soort alleen voor in een sliert-achtig areaal in het uiterste westen van de staat. Daarnaast zijn er meer naar het oosten enkele kleine, geïsoleerde populaties aangetroffen. In het zuiden van Florida ontbreekt de kikker. In de westelijke staten, zoals Nevada en Oregon is de kikker door de mens geïntroduceerd. Omdat de dieren al sinds de jaren 20 van de twintigste eeuw zijn verhandeld is niet precies aan te geven waar de grens ligt tussen het gebied waar de dieren op een onnatuurlijke manier terecht zijn gekomen en waar ze voor die tijd al van nature voorkwamen.
In Canada komt de kikker overal van nature voor; het verspreidingsgebied omvat de zuidelijke delen van New Brunswick, Nova Scotia, Ontario en Québec.
In Mexico komt de Amerikaanse stierkikker voor in de staten Hidalgo, Puebla en Veracruz.

### Habitat
De Amerikaanse stierkikker is een sterk aan het water gebonden soort die meestal voorkomt in laaglanden en leeft in ondiepe wateren. De kikker komt niet vaak op het land, behalve als het zeer vochtig weer is. In oostelijk Noord-Amerika is de kikker algemeen te vinden in vrijwel alle permanente wateren. Ook in gebieden waar de kikker niet van nature voorkomt is oppervlaktewater een vereiste, vooral langs grotere wateren zoals meren en moerassen wordt de soort aangetroffen. Het is echter een generalist en ook andere biotopen zoals rijstvelden zijn geschikt. De kikker heeft een voorkeur voor dicht begroeide oevers en wateren met een rijke onderwatervegetatie.

## Verspreiding als exoot

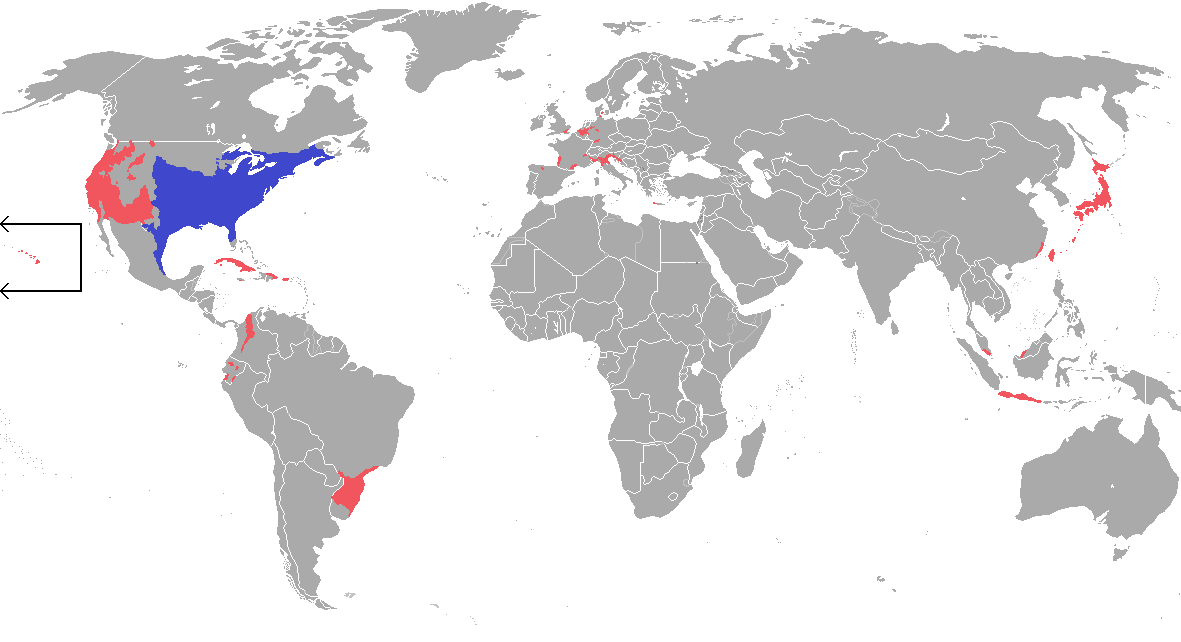
Verspreidingsgebied van de Amerikaanse stierkikker. De gebieden waar de kikker van nature voorkomt zijn in het blauw weergegeven en de gebieden waar de soort als exoot voorkomt zijn rood gekeurd.

De Amerikaanse stierkikker heeft zich door toedoen van de mens verspreid naar alle delen van de wereld. De kikker is soms per ongeluk van het ene naar het andere continent verscheept samen met waterplanten of vissen. In een aantal gevallen is de kikker bewust geïntroduceerd en in zeer grote aantallen gekweekt voor het vlees. In westelijk Europa zijn de larven van de Amerikaanse stierkikker vroeger op grote schaal verkocht als vijverdieren.
Bij de meeste soorten kikkers is de invloed van de mens op de soort een negatief verhaal van degradatie, vervuiling en versnippering van het leefgebied. De Amerikaanse stierkikker daarentegen heeft veel geprofiteerd van de invloed van de mens op de leefomgeving. De stierkikker kan zich goed handhaven in gekapte bossen en watervervuiling zorgt vaak voor een weelderige plantengroei waarin de kikker zich kan verschuilen. Ook hogere watertemperaturen, veroorzaakt door industriële lozingen, hebben een positieve invloed op de ontwikkeling van de kikker.
In het natuurlijke verspreidingsgebied is de kikker een bestrijder van allerlei plaagdieren. De Amerikaanse stierkikker wordt in de gebieden waar het dier als exoot voorkomt echter beschouwd als een schadelijke soort die andere kwetsbare amfibieën opeet of weg concurreert. De kikker wordt op wereldschaal zelfs gezien als een van de 100 schadelijkste invasieve soorten ter wereld. De natuurbeschermingsorganisatie EcoHealthy Pets streeft ernaar om om huisdieren te classificeren naar hun negatieve invloed op het ecosysteem. De Amerikaanse stierkikker wordt vermeld als een van de meest destructieve invasieve soorten ter wereld.
In de Verenigde Staten wordt de kikker als een plaag gezien in gebieden waar het dier van nature niet thuishoort. In de westelijke staten heeft de komst van de Amerikaanse stierkikker geleid tot een sterke achteruitgang van de biodiversiteit van het watermilieu of zelfs het geheel uitsterven van dieren binnen een gebied. Voorbeelden van dergelijke dieren die bedreigd worden door de kikker zijn sommige waterschildpadden.
Een ander gevaar van de verspreiding van de Amerikaanse stierkikker is het feit dat de kikker soms een drager (vector) is van de schimmel Batrachochytrium dendrobatidis. Deze schimmel manifesteert zich op de huid van kikkers waarna deze sterven. De Amerikaanse stierkikker lijkt zelf enige tolerantie te hebben voor de schimmel, maar kan deze als drager wel verspreiden. De schimmel is overigens ongevaarlijk voor mensen.
Onderstaand is de situatie per continent aangegeven en waar mogelijk per land.

### Midden-Amerika
In Midden-Amerika is de kikker als exoot alleen aan te treffen in het uiterste noorden in delen van noordelijk en noordwestelijk Mexico. De Amerikaanse stierkikker is ook te vinden in het noorden van Baja California. De kikker werd in Mexico geïntroduceerd aan het begin van de twintigste eeuw.
In het centrale en zuidelijke deel van Mexico komt de Amerikaanse stierkikker in het geheel niet voor, evenals het gehele vasteland van Midden-Amerika. Vroeger zijn waarnemingen gedaan in Costa Rica in de centrale regio La Garita van geïntroduceerde exemplaren. Tegenwoordig is de soort hier al enige tijd niet meer aangetroffen en is vermoedelijk uitgestorven.

#### Caraïben

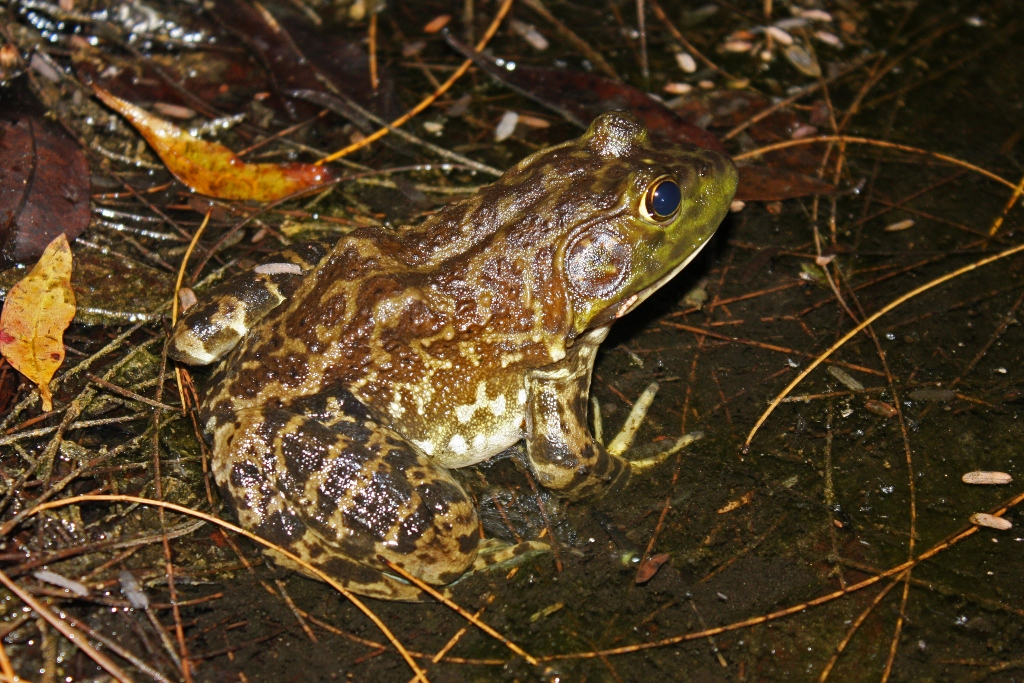
Mannetje uit Cuba

In het Caribisch Gebied is de kikker ook terechtgekomen op de Caribische eilanden Cuba, Hispaniola, Isla de la Juventud, Jamaica en Puerto Rico.
Op Cuba zijn al sinds de jaren 20 exemplaren gezien, wat erg vroeg is in vergelijking met andere introducties. Zowel volwassen dieren als larven werden aangetroffen in een vijver bij de stad Rincon, ongeveer 50 kilometer van de hoofdstad Havana. Men verwachtte niet dat de Amerikaanse stierkikker zich zou kunnen voortplanten in de meestal tijdelijke poeltjes op het eiland. De larve doet er minstens twee jaar over om zich tot kikker te ontwikkelen en overleeft uitdroging van het water niet. Tegenwoordig komen in geheel Cuba populaties voor, uitgezonderd het Sierra Cristal National Park in het oosten van het eiland.
Op Jamaica werden in 1967 22 exemplaren uitgezet met als doel de kikkers te kweken voor consumptie. Vier jaar later had de Amerikaanse stierkikker zich over het gehele eiland verspreid. Op Jamaica heerst een relatief hoge temperatuur wat de ontwikkeling van de kikker bevordert, daarnaast zijn er weinig andere kikkers. Op Jamaica komt ook een andere invasieve soort voor; de reuzenpad (Rhinella marina). Deze exoot wordt echter weggeconcurreerd door de Amerikaanse stierkikker.
De Amerikaanse stierkikker is sinds 1935 bekend op Puerto Rico, de dieren werden door de overheid uitgezet. Vierenveertig exemplaren werden uit Florida geïmporteerd en in een speciaal gebouwde vijver geplaatst in de stad Rio Piedras. In 1952 hadden de dieren zich verspreid naar andere vijvers in de steden Mayagüez en Humacao. Van de exemplaren in Puerto Rico is bekend dat ze weinig andere amfibieën eten en insecten het stapelvoedsel zijn.

### Zuid-Amerika

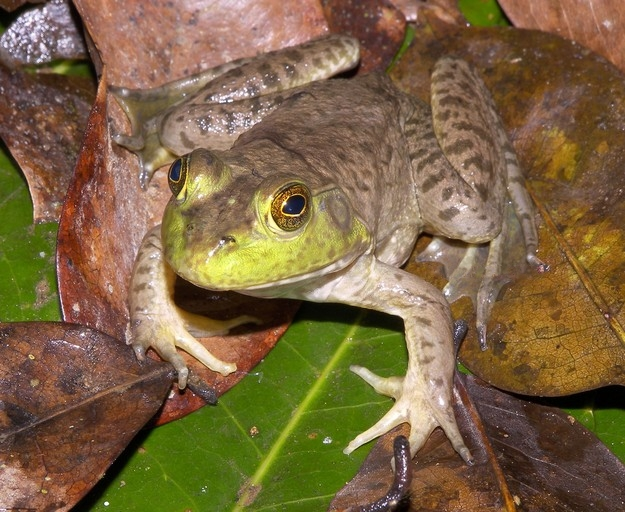
Exemplaar uit Colombia

In Zuid-Amerika komt de Amerikaanse stierkikker voor in de landen Argentinië, Brazilië, Chili, Colombia, Ecuador, Guyana, Paraguay, Uruguay en Venezuela.
In Argentinië zijn populaties gesignaleerd in of rond de steden San Juan (2005), Misiones (2006) en Buenos Aires (2009). Ook in de provincies Córdoba en Salta is de kikker gesignaleerd. In Argentinië wordt de Amerikaanse stierkikker gekweekt voor commerciële doeleinden. Het aantal kwekerijen neemt toe omdat de vraag naar het vlees van de kikkers groter wordt en er weinig toezicht van de overheid is. De fluitkikker Leptodactylus latrans is een van de soorten die te lijden heeft onder de invasie van de Amerikaanse stierkikker. Vermoedelijk is de Amerikaanse stierkikker geen drager van Batrachochytrium, een beruchte schimmelziekte die kikkers doodt.
In Brazilië is de soort al in de jaren dertig van de twintigste eeuw geïntroduceerd. De dieren werden samen met waterplanten geïmporteerd. Hoe sterk de kikker andere soorten heeft aangetast is niet geheel duidelijk. Omdat de dieren zich het gehele jaar door kunnen voortplanten en vele duizenden eitjes produceren maken biologen zich zorgen. In een kwekerij in Uruguay werden kikkers ontdekt die afkomstig waren uit Brazilië en besmet bleken met Batrachochytrium. Vermoed wordt dat de schimmel in Brazilië aanwezig is.
In Colombia hebben de kikkers zich naar verschillende delen van het land verspreid. Uit studies blijkt dat het menu van de Amerikaanse stierkikker slechts voor twee procent uit gewervelden bestaat, het grootste deel van de buitgemaakte prooien bestaat uit insecten. In Colombia is de stierkikker drager van Batrachochytrium. In de jaren 90 werden de dieren opzettelijk geïmporteerd om ze te kweken voor menselijke consumptie, tegenwoordig worden ze beschouwd als een ecologische ramp.
In 1987 werd de Amerikaanse stierkikker in Uruguay geïntroduceerd om dezelfde reden als in Colombia. De meeste van deze kwekerijen (farms) zijn tegenwoordig gesloten. In de buurt van een van de voormalige kwekerijen zijn exemplaren in het wild aangetroffen bij de stad Rincón de Pando. De kikker heeft zich nog nergens op grote schaal gemanifesteerd. In Uruguay vond in 2003 een grote sterfte plaats onder geweekte exemplaren in een kwekerij nabij de stad Montevideo. De oorzaak was vermoedelijk Batrachochytrium, een uitbraak van de schimmel naar inheemse kikkers zou een bedreiging zijn voor veel soorten.
In Venezuela ten slotte werd de kikker in de jaren negentig ingevoerd, eveneens om de kikkers te kweken en te verkopen als voedsel. In meer dan 10 natuurlijke en kunstmatige vijvers leven ze in grote aantallen. In Venezuela is de Amerikaanse stierkikker drager van Batrachochytrium wat heeft geleid tot sterfte onder andere kikkers. Uit onderzoek uit 2008 blijkt dat het percentage besmette dieren 79,9 procent is, gemiddeld werden 2299 verschillende schimmelsporen aangetroffen op de huid van de dieren. De meeste exemplaren lijken echter geen last te hebben van het virus. Zo kunnen ze het verder verspreiden terwijl ze zelf niet ziek worden.

### Azië

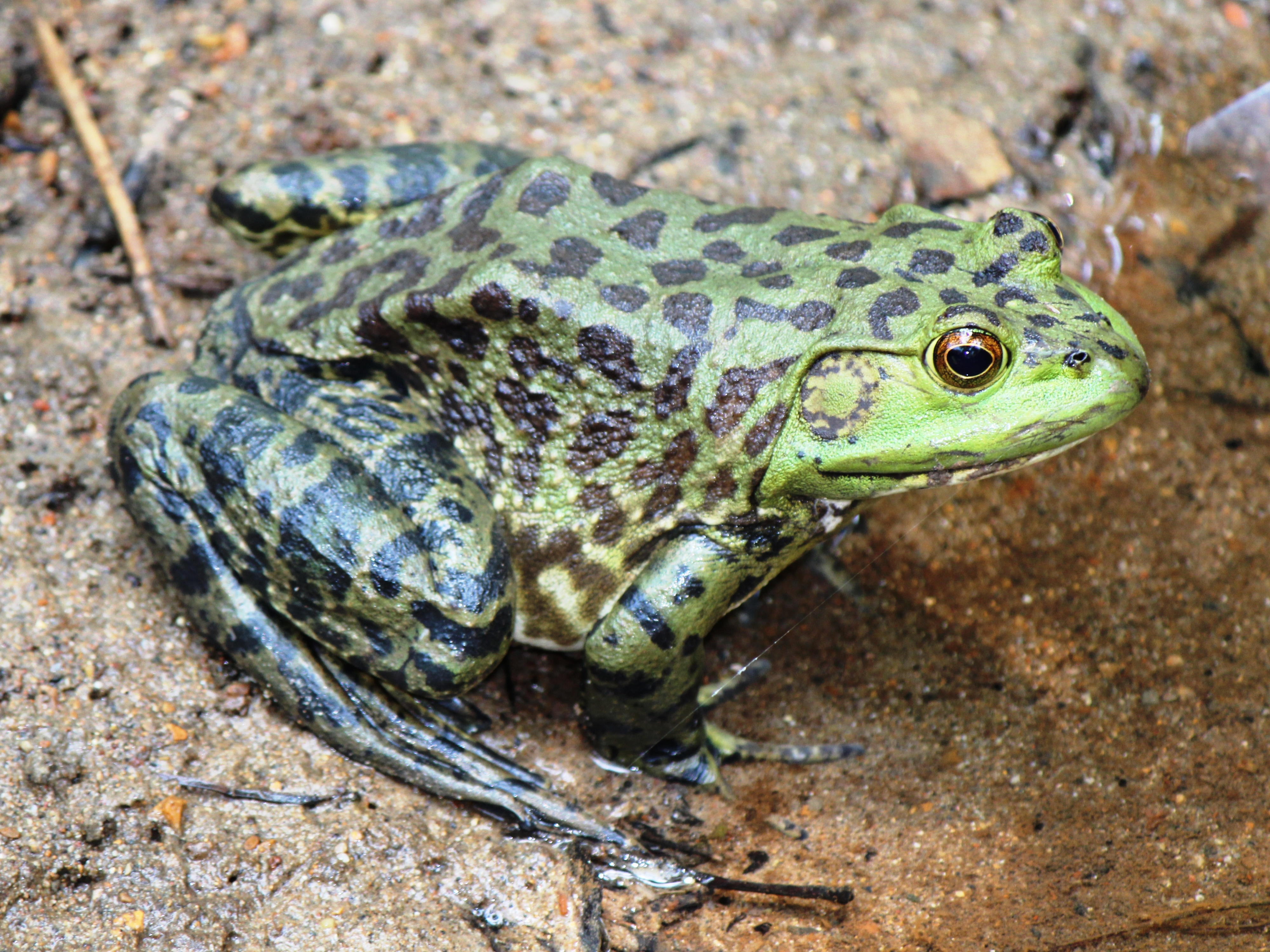
Vrouwtje in Japan

In Azië komt de Amerikaanse stierkikker voor in China, Korea, Maleisië (Malaya), Indonesië (Bali en Java) Japan en Thailand.
In China werd de Amerikaanse stierkikker in 1959 geïntroduceerd. Tegenwoordig is de kikker te vinden in de meeste provincies zoals Yunnan, Sichuan, Shanxi en Zhejian. In China is het eten van reptielen en amfibieën populair omdat het de gezondheid zou bevorderen. De Amerikaanse stierkikker werd op grote schaal gekweekt voor menselijke consumptie. Veel dieren worden als ze zijn volgroeid naar andere Aziatische landen geëxporteerd voor hetzelfde doel. Veel kikkers ontsnappen echter tijden de reis of het verzamelen van de kikkers. In de provincie Yunnan is Batrachochytrium vastgesteld bij zowel op de markt verkochte exemplaren als dieren in kwekerijen en in het wild. In Taiwan komen exemplaren voor die uit de Verenigde Staten via Japan zijn geïmporteerd. Taiwan is tegenwoordig wereldwijd een van de grootste exportlanden van kikkerbillen. De aanwezigheid van de Amerikaanse stierkikker in het wild vormt echter een potentieel gevaar voor de inheemse amfibieën.
De populaties in Japan stammen af van de exemplaren die een Japanse hoogleraar van de Universiteit van Tokio in 1918 meebracht. De Amerikaans stierkikker heeft zich gevestigd in de regio Kansai en Kanto. De kikker houdt zich onder andere op in de rijstvelden en vormt een bedreiging voor inheemse amfibieën. In westelijk Japan vond in 2008 een massa-sterfte plaats onder de stierkikkers, veroorzaakt door Batrachochytrium. De Amerikaanse stierkikker is drager van de schimmel en vormt een gevaar voor andere kikkers in Japan.
Een andere eilandengroep waar de kikker tegenwoordig te vinden is Frans-Polynesië, dat tot Oceanië wordt gerekend.

### Europa

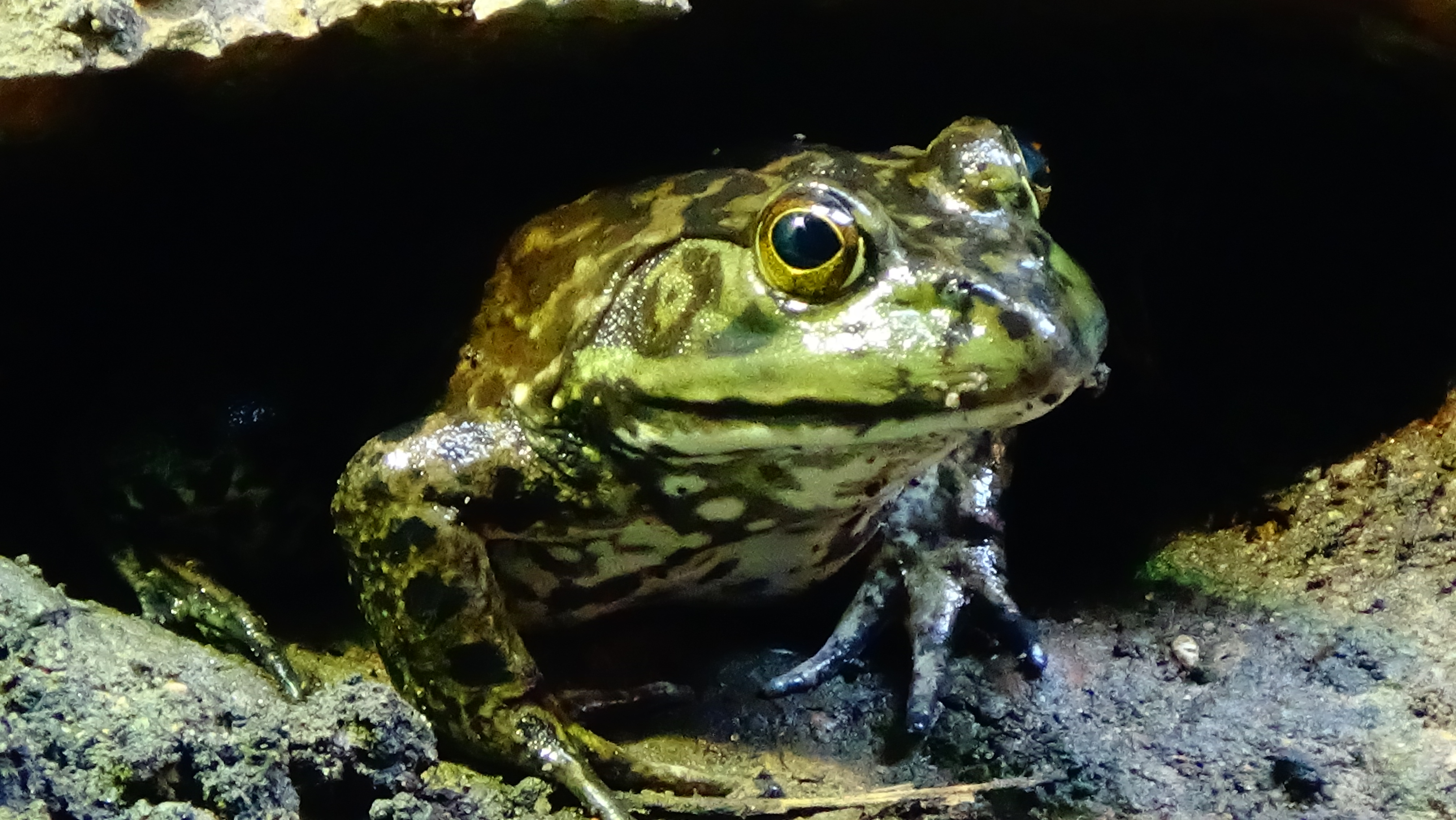
Exemplaar in Parc Zoologique de Paris in Frankrijk

Sinds 2016 staat de Amerikaanse stierkikker op de lijst van invasieve exoten die zorgwekkend zijn voor de Europese Unie. Dit betekent dat de stierkikker niet langer in de Europese Unie mag worden ingevoerd, vervoerd, gecommercialiseerd, gekweekt, gebruikt, uitgewisseld. Bovendien moeten lidstaten proberen om in de natuur aanwezige populaties op te sporen, te verwijderen, of als dat niet lukt, zodanig te beheren dat verspreiding en schade zoveel mogelijk wordt voorkomen.
In Europa komt de Amerikaanse stierkikker voor in België, Frankrijk, Italië, Nederland, Spanje en ook in Griekenland, maar daar alleen op het eiland Kreta. In de jaren 70 en 80 zijn Amerikaanse stierkikkers massaal in West-Europa ingevoerd als fauna voor tuinvijvers. Meestal gingen ze als kikkervisjes over de toonbank, maar ook volwassen exemplaren zijn geliefd, om de grote kikkerbillen. Hoewel men aanvankelijk dacht dat de Amerikaanse stierkikker zich in het klimaat van westelijk Europa niet kon voortplanten, bleek in de jaren 90 dat dit wel het geval was. Men vreesde eenzelfde scenario als met de reuzenpad (Chaunus marina) die zich in Australië had ontwikkeld tot een invasieve soort. Net als de reuzenpad zet de Amerikaanse stierkikker enorme hoeveelheden eitjes af. Om die reden werd import in de EU verboden.
In Frankrijk zijn waarnemingen van de Amerikaanse stierkikker sinds de jaren 60 van de twintigste eeuw. Exemplaren van populaties in het departement Loir-et-Cher zijn geïnfecteerd met Batrachochytrium. De populaties in het zuiden van Frankrijk verspreiden zich het snelst van alle populaties in Europa. Het totale verspreidingsgebied van de Amerikaanse stierkikker is ook op een na de grootste in Europa, op die in Italië na. De Franse overheid is begonnen met een grootschalig programma om de kikker uit te roeien door de volwassen kikkers en de larven weg te vangen en de plaatselijke bevolking voor te lichten.
De Amerikaanse stierkikker is ook in Groot-Brittannië terechtgekomen, vermoedelijk door het dumpen van als huisdier gehouden exemplaren. Er wordt niet uitgesloten dat de eerste dieren per ongeluk zijn ingevoerd als kikkervisjes samen met een lading waterplanten of vijvervissen. Op het hoogtepunt van hun verspreiding werden ongeveer 9000 exemplaren geteld. De eerste waarnemingen werden in 1996 gedaan in het graafschap East Sussex. Dankzij een intensief programma om de dieren uit te roeien is de kikker tegenwoordig weer een zeldzaamheid. De kosten van deze operatie bedroegen zo'n 100.000 pond.
In Italië is de Amerikaanse stierkikker als eerste ingevoerd: hij is daar al sinds de jaren 30 gesignaleerd. In Italië zijn tussen 1932 en 1937 enkele exemplaren uitgezet door Gino Cavallero nabij de stad Mantua. In 1987 werden meer dan 160 populaties van de kikker aangetroffen, vooral in de Povlakte en nabij Rome. In het noordelijke deel van Italië verspreiden de populaties zich nauwelijks sinds de jaren tachtig. Sommige populaties zijn besmet met Batrachochytrium dendrobatidis.

#### België
In België is de Amerikaanse stierkikker vroeger als larve in grote aantallen ingevoerd als vijverdecoratie. Mogelijk vormt de stierkikker een bedreiging voor de middelste groene kikker (Rana esculenta), die eenzelfde ecologische niche bezet. Er is een grote populatie in de vallei van de Grote Nete en verder zijn er nog enkele kleinere populaties ten noorden van de vallei van Samber en Maas. Momenteel loopt er een project om een duurzame manier te vinden om de populatie te beheren op basis van steriele kikkers 

#### Nederland
In Nederland werden de kikkervisjes sinds de jaren 80 massaal geïmporteerd als vijverdecoratie. De larven en kleine kikkers werden echter op grote schaal uitgezet in de natuur. In 1991 werd een populatie beschreven in een particuliere vijver in de stad Breda. In Nederland monitort de stichting RAVON de verspreiding van de Amerikaanse stierkikker en heeft informatie en determinatiesleutels op het internet gezet. RAVON maakt gebruik van een netwerk van vrijwilligers en terreinbeheerders om de dieren op te sporen en ook bestrijders van de muskusrat worden ingezet. In september 2010 werden in twee vijvers in het Nederlands-Limburgse Baarlo zowel volwassen exemplaren als de kikkervisjes aangetroffen. Dit leidde tot verontrusting bij amfibieënspecialisten en omwonenden. Er werd een informatieavond voor omwonenden georganiseerd.
Sinds 2014 zijn er geen levensvatbare populaties meer gemeld in Nederland. In 2018 waren er geen waarnemingen meer gemeld, hoewel langs de grens tussen Noord-Brabant en Vlaanderen brulkikkers wel weer kunnen terugkomen.

## Uiterlijke kenmerken

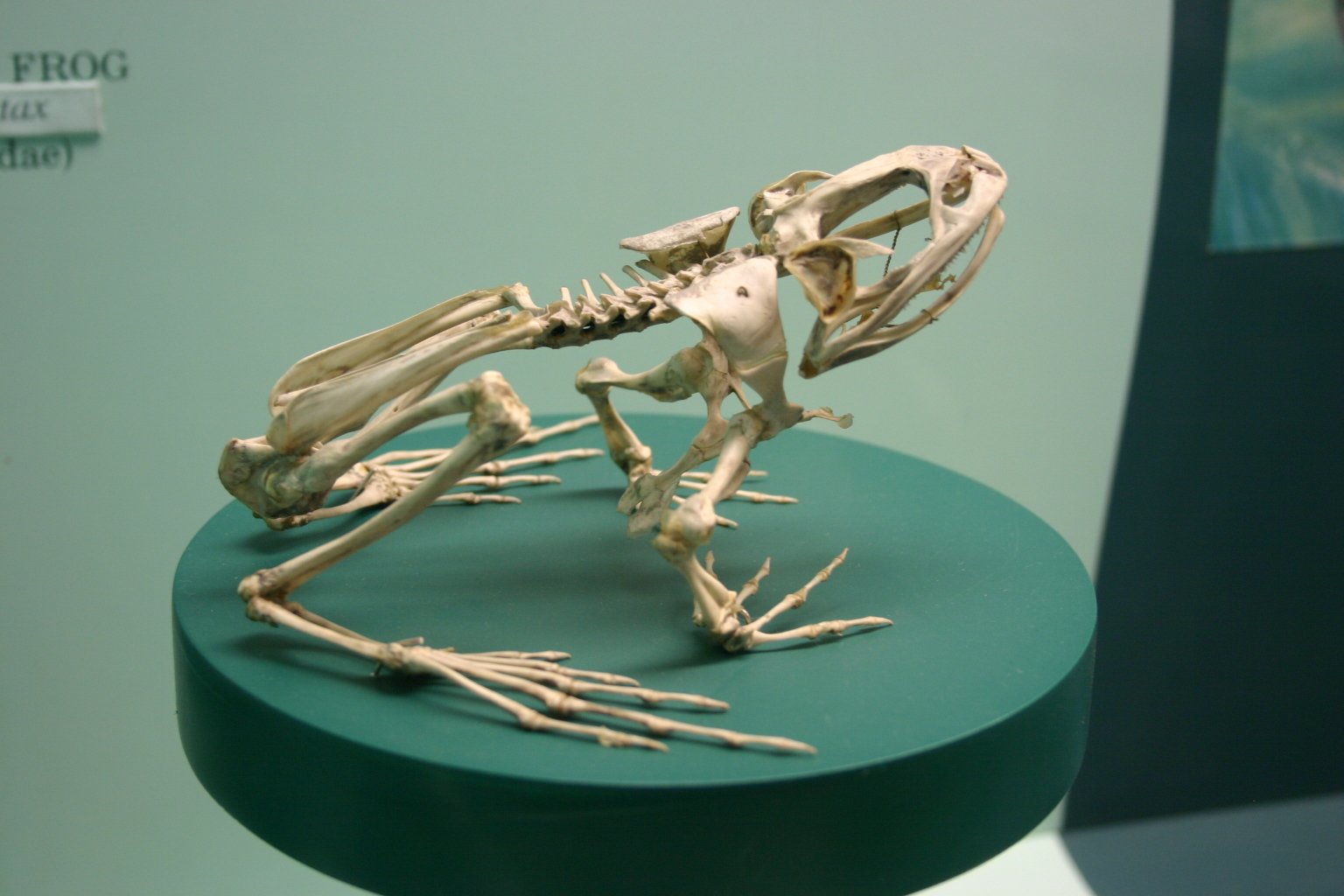
Skelet van de Amerikaanse stierkikker

De Amerikaanse stierkikker is een van de bekendere soorten kikkers in de Verenigde Staten vanwege het grote lichaam. Volgroeide exemplaren zijn daardoor makkelijk van andere kikkers te onderscheiden.
De Amerikaanse stierkikker is een relatief grote soort die een gemiddelde lichaamslengte bereikt van ongeveer 10 tot 15 centimeter. De grotere exemplaren hebben een lichaamsgewicht van ongeveer een halve kilo. De mannetjes blijven wat kleiner en bereiken een lichaamslengte van 11 tot bijna 18 centimeter, de vrouwtjes worden gemiddeld wat groter en bereiken een lengte van 12 tot ruim 18 cm. Het is de grootste kikkersoort die van nature voorkomt in Noord-Amerika. Het grootst bekende exemplaar bereikte een lichaamslengte van 20,3 cm.
De bovenzijde van het lichaam is groen tot bruin van kleur. Vrouwtjes zijn over het algemeen meer gevlekt dan de mannetjes, die een meer uniforme kleur hebben. De geslachten zijn echter beter te herkennen aan de grootte van het trommelvlies. De bovenzijde van zowel man als vrouw kan egaal groen tot grijs of bruin gevlekt zijn, vaak is een nettekening aanwezig. Mannetjes hebben vaker een groenere kleur dan vrouwtjes. De huid is meestal glad, maar soms komen vele kleine bultjes voor op de bovenzijde van het lichaam. De huid is echter nooit wrattig zoals bij veel padden het geval is.
De lichaamskleur van sommige populaties kan wat afwijken. Exemplaren uit Florida zijn soms bijna geheel zwart van kleur. Een lichte streep op het midden van de rug, zoals gebruikelijk is bij veel Europese kikkers, ontbreekt altijd. De buikzijde is lichter tot wit van kleur en vaak grijs of geel gespikkeld.

### Kop

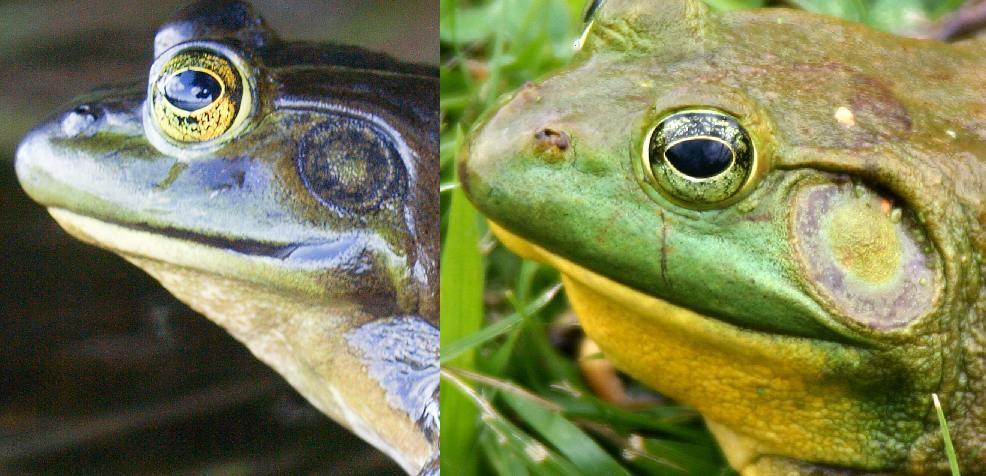
Kop van een vrouwtje (links) en van een mannetje

De Amerikaanse stierkikker heeft een brede kop, de ogen zijn in vergelijking met op het land levende soorten meer aan de bovenzijde van de kop gepositioneerd. De ogen van de Amerikaanse stierkikker zijn oranje tot goudkleurig, de pupil is spleetvormig en horizontaal.
De mannetjes zijn te herkennen aan de zeer grote trommelvliezen of tympana, zichtbaar als ronde, zwarte en schijfvormige plekken aan weerszijden van de kop. Bij mannetjes zijn deze altijd duidelijk veel groter dan het oog. Bij de vrouwtjes zijn de trommelvliezen ongeveer even groot als het oog of kleiner waaraan ze te herkennen zijn.
Aan de onderzijde van de kop is bij de mannetjes een enkelvoudige kwaakblaas aanwezig. Bij de mannetjes is de onderzijde van de keel in de paartijd geelachtig van kleur.

### Poten
De mannetjes hebben kleine verdikkingen aan de binnenzijde van de duimen, die de copulatieborstels worden genoemd. Deze dienen om een vrouwtje beter vast te houden tijdens de paargreep of amplexus. De paarkussentjes zijn donker van kleur tijdens het paarseizoen en lichter gedurende de rest van het jaar.
De zwemvliezen aan zowel de voor- als achterpoten zijn goed ontwikkeld. Alleen de vierde teen van de achterpoten is niet tot aan het einde voorzien van vliezen, hieraan is de stierkikker te herkennen van gelijkende soorten. De poten zijn goed ontwikkeld maar toch springt de stierkikker zelden. De poten worden voornamelijk gebruikt om te zwemmen.

### Onderscheid met andere soorten
In de natuurlijke habitat, maar ook in veel landen waar de soort is geïntroduceerd, is de kikker alleen al aan de grootte te onderscheiden van andere kikkers. Daarnaast is de Amerikaanse stierkikker te onderscheiden aan de groene rug en meestal witte maar soms roodoranje buik. De Amerikaanse stierkikker is in het veld te verwarren met de varkenskikker (Lithobates grylio). Deze soort heeft echter een puntige snuit en de zwemvlies aan de langste teen van de achterpoot reikt tot bijna het uiteinde. Lithobates heckscheri blijft kleiner en is daarnaast te onderscheiden aan de lichtere vlekjes op de lippen, die bij de stierkikker en de varkenskikker ontbreken.
De schreeuwkikker (Lithobates clamitans) lijkt uiterlijk eveneens sterk op de Amerikaanse stierkikker wat betreft grootte en kleuren. De schreeuwkikker heeft echter dorsolaterale lijsten, dit zijn klierlijsten aan iedere zijde van de rug, waaraan ze in een oogopslag te herkennen zijn. Bij de stierkikker ontbreken dergelijke huidklieren. Wel loopt een huidplooi (klierlijst) van achter het oog over het trommelvlies naar de basis van de achterpoten.
De enige soort die in Amerika voorkomt en nog groter kan worden is de reuzenpad (Rhinella marina). Deze soort heeft echter een typisch padachtig uiterlijk en is niet te verwarren. De reuzenpad komt niet van nature voor in de Verenigde Staten, maar is daar geïntroduceerd.
In België en Nederland zijn subadulte en met name grote adulte kikkers niet te verwarren met inheemse soorten vanwege de lichaamslengte en ook het typisch kikkerachtige uiterlijk zonder de dorsolaterale lijsten. De lokroep van de mannetjes is niet te verwarren met die van de inheemse soorten. Wel kan de roep van de Amerikaanse stierkikker worden verward met die van de roerdomp (Botaurus stellaris).
De larven zijn wat betreft lichaamsgrootte te verwarren met die van sommige groene kikkers (Pelophylax) en die van de knoflookpad (Pelobates fuscus). De larve van de Amerikaanse stierkikker is door het patroon van kleine zwarte vlekjes op het lichaam te onderscheiden.

## Voortplanting en ontwikkeling

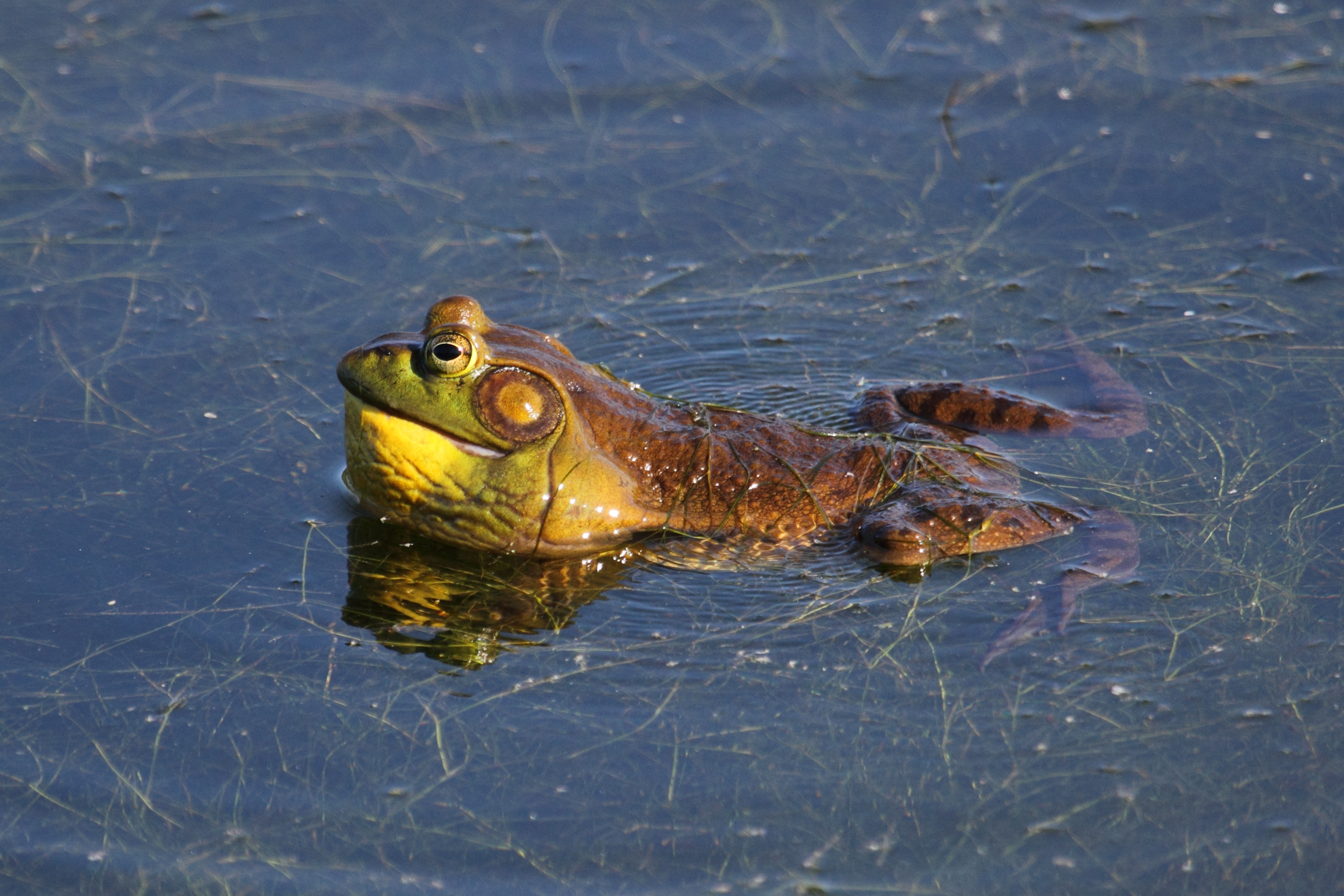
Roepend mannetje in het water uit Québec in Canada. De keelzak is duidelijk zichtbaar en ook de trillen in het water zijn hier goed te zien.

De kikkers zoeken elkaar op in de voortplantingstijd als de temperaturen hoger worden, de watertemperatuur stijgt dan tot 17 of tot zelfs 21 graden Celsius. De mannetjes gaan actief op zoek naar een partner. In het natuurlijke areaal loopt de voortplantingstijd van februari tot oktober. In Europa plant de kikker zich voort van april tot augustus.
De mannetjes lokken de vrouwtjes met een luide lokroep, die doet denken aan het loeien van een stier. De resonerende lokroep van de Amerikaanse stierkikker is zeer luid en wordt wel vergeleken met het loeien van een rund (wrhummm..), hieraan is ook de Engelse naam bullfrog te danken. Het geluid dat de mannetjes maken kan worden uitgeschreven als jug-o-rum of ook wel als brr-uum. De lokroep bestaat uit een diep gebrom dat tot op een kilometer ver te horen is. De bewoners van streken waar de kikker voorkomt vertalen het geluid gekscherend met more rum, be drowned of better go round. De paarroep kan volgens de bioloog Clifford Pope worden nagebootst door 'rum' te roepen met een zo laag mogelijke stem in een leeg vat. Met name als meerdere mannetjes aan het kwaken zijn is het geluid op een kleine afstand bijna onverdraaglijk hard.
Mannelijke kikkers zijn zelden competitief maar de mannetjes van de Amerikaanse stierkikker vormen hierop een uitzondering. Mannetjes hebben ieder een eigen territorium, dat een lengte heeft van ongeveer drie tot 25 meter van de oever. Het territorium bestaat uit een geschikte locatie voor het afzetten van de eieren, want dergelijke plaatsen trekken de vrouwtjes aan. De mannetjes voeren heuse gevechten waarbij ze op de achterpoten staan en elkaar met de voorpoten omstrengelen of tegen elkaar 'boksen'. Hierbij probeert ieder mannetje zijn opponent achterover te duwen. De mannetjes verdedigen hun territorium tegen andere mannetjes van gelijkende grootte; kleinere mannetjes worden genegeerd. Deze zogenaamde 'satellietmannetjes' proberen een naderend vrouwtje te bespringen voor ze in de buurt is van het dominante mannetje. Dergelijke kleinere mannetjes moeten echter oppassen niet in de bek van hun concurrent te belanden.
Het territoriale gedrag wordt al lange tijd onderzocht door biologen, vooral in de Verenigde Staten. Uit onderzoek door Stephen Emlen en Thomas Wiewandt bleek dat de geluiden die de binnendringende mannetjes maken een reactie uitlokken van het territoriale mannetje. Ze speelden opnames af van bepaalde geluiden en brachten nep-mannetjes die door de onderzoekers waren gemaakt in de buurt van een mannetje waarop deze zijn 'concurrent' aanviel. Ook langs zwemmende potentiële concurrenten worden aangevallen.
Als een mannetje en een vrouwtje elkaar eenmaal hebben gevonden, dan springt hij op haar rug. Het mannetje omklemt met zijn voorpoten het lichaam van het vrouwtje, deze zogenaamde paargreep wordt wel amplexus genoemd. Omdat het vrouwtje bij de oksels wordt omklemd spreekt men van een axillaire amplexus. Dit in tegenstelling tot de lumbaire amplexus waarbij het mannetje het vrouwtje omklemt in de liezen. De paarlust van de mannetjes is berucht; ze kijken niet zo nauw en zien soms totaal andere dieren aan voor een geschikte partner. Dit heeft al vele koivissen en karpers het leven gekost, nadat ze door de enorme kikker in een dodelijke omhelzing genomen werden.
Het aantal eitjes loopt uiteen van ongeveer 10.000 tot 25.000, afhankelijk van de grootte van het vrouwtje. De eierklompen drijven als grote matten onder het wateroppervlak en kunnen tot een meter in doorsnede bereiken. De eieren zijn gerangschikt in een schijfvormig omdat de eieren in een enkele laag liggen. Ondanks de grootte van de eierklompen zijn ze moeilijk te vinden. De eieren worden afgezet in stilstaande, zonbeschenen wateren die niet droogvallen. De eiermassa die door een vrouwtje wordt uitgescheiden wordt soms door meerdere mannetjes bevrucht. Een individueel eitje heeft een doorsnede van ongeveer 1,2 tot 1,7 millimeter. De eieren zijn lichter van kleur aan de onderzijde. Het geleiachtige omhulsel zwelt na de ei-afzet op omdat het in aanraking komt met water en is dan ongeveer 6,4 tot 10,4 millimeter in doorsnede. Als de embryo's op het punt staan uit et ei te kruipen zinkt de eiermassa naar de bodem.

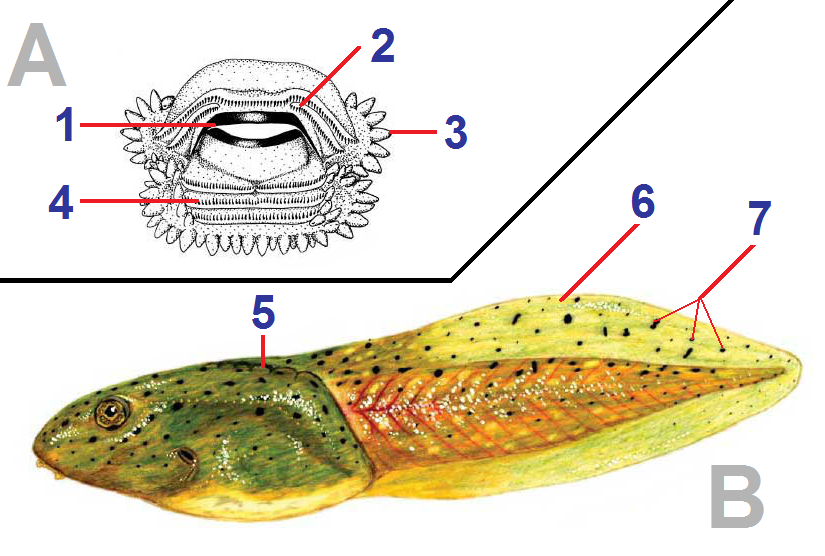
Belangrijkste onderscheidende kenmerken van het kikkervisje

Na zes tot twaalf dagen is de embryonale ontwikkeling voltooid en komen de 12 tot 15 millimeter lange kikkervisjes tevoorschijn. De kikkervisjes zijn bruingroen van kleur en hebben kleine donkere vlekjes.
De kikkervisjes zijn te herkennen aan verschillende lichaamskenmerken. Ten eerst worden de larven van de Amerikaanse stierkikker veel groter dan die van andere soorten. Het lichaam van de larve heeft daarnaast enkele geprononceerde plooien aan de bovenzijde van het lichaam. De tandformule is meestal 2/3 of 3/3, dit betekent dat er meestal twee of soms drie rijen tandjes aan de bovenlip aanwezig zijn en de onderlip draagt altijd drie rijen tandjes. Zowel de bovenlip als de onderlip is voorzien van vlezige mondrandpapillen aan de zijkant van de mondopening. De adembuis of spiraculum van de larve is aan de linkerzijde van het lichaam gepositioneerd. De bovenste staartzoom van de larven is veel hoger in vergelijking met de kikkervisjes van andere soorten. Over het gehele lichaam zijn kleine, zwarte vlekjes aanwezig die een regelmatige verspreiding hebben.
De kikkervisjes bereiken inclusief de staart een lichaamslengte van zes tot zeven centimeter. Kikkervisjes die meer dan twee jaar nodig hebben voor de metamorfose worden veel groter en bereiken een lichaamslengte van 12 tot 14,5 cm, sommige exemplaren worden langer dan 16 cm. Na de metamorfose echter zijn de kleine kikkertjes 2,5 tot zes centimeter lang. Na drie tot vijf jaar zijn de jonge kikkers geslachtsrijp.
Het larvestadium duurt twee tot drie jaar, soms zijn de larven al na één jaar volgroeid. De larven zijn in staat te overleven in wateren die bedekt zijn met een laag ijs. In veel streken moeten de volwassen dieren overwinteren omdat het te koud is om te bewegen en omdat geen prooien zijn. De Amerikaanse stierkikker is in vergelijking met andere soorten zeer warmteminnend. Het is een van de eerste Noord-Amerikaanse kikkers die in winterslaap gaat en tevens een van de laatste soorten die in de lente weer tevoorschijn komt. De Amerikaanse stierkikker gebruikt hiervoor schuilplaatsen onder stenen en boomstronken langs het water of holen langs de oever. Soms wordt een op een grot lijkende schuilplaats gegraven in de modder. Populaties die in het zuiden van het verspreidingsgebied leven kennen geen winterslaap omdat de kikkers het gehele jaar door actief kunnen zijn.
De Amerikaanse stierkikker kan in gevangenschap bijna zestien jaar oud worden, zoals bleek van een exemplaar dat in de London Zoo werd gehouden. In het wild worden de dieren door natuurlijk verval en predatie vaak niet ouder dan zeven tot negen jaar.

## Afbeeldingen: ontwikkeling van de larven
|  |  |  |  |

## Voedsel

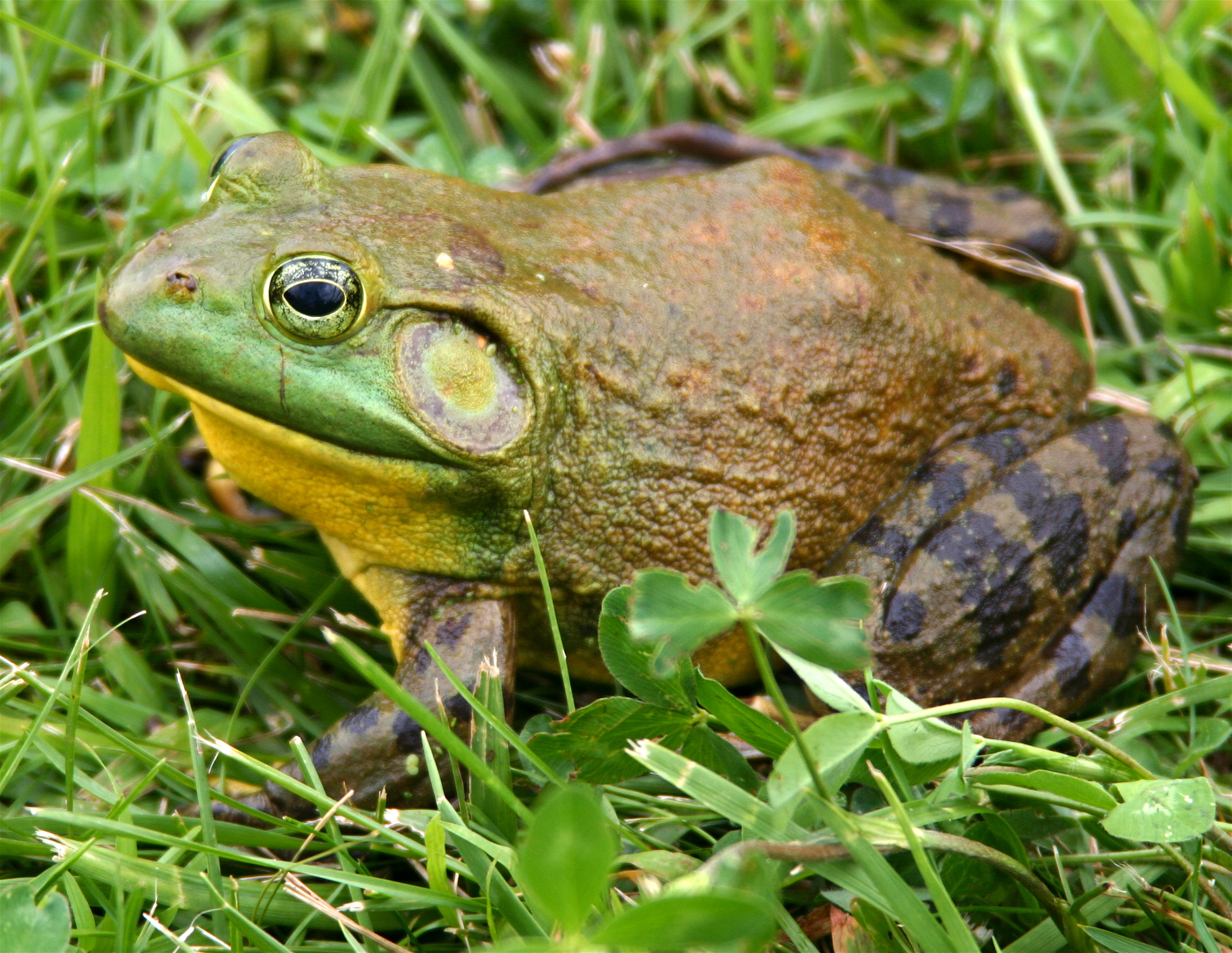
Mannetje uit Massachusetts

De Amerikaanse stierkikker leeft vooral van ongewervelde dieren. Op het menu staan vooral veel insecten zoals kevers, vlinders en waterjuffers en andere kleine dieren zoals spinnen, kreeftachtigen en slakken. Waterjuffers worden vaak buitgemaakt tijdens het afzetten van de eieren op het wateroppervlak.
De Amerikaanse stierkikker staat bekend als bijzonder gulzig en valt alles aan wat een mogelijke prooi zou kunnen zijn. De kikker heeft een grote mondopening en omdat het dier zelf ook zeer groot kan worden komen de meest uiteenlopende dieren in de bek terecht. Zelfs andere kikkersoorten zijn niet veilig en ook kleinere soortgenoten worden niet versmaad en opgegeten. Het aandeel kikkers in het totaal aantal prooidieren kan oplopen tot tachtig procent.
De Amerikaanse stierkikker ligt meestal in een hinderlaag op een prooi te wachten maar kan ook afgaan op de lokroep van mannetjeskikkers en deze zo opsporen. Naast amfibieën worden ook kuikens van watervogels, knaagdieren, hagedissen, grote kreeften, kleine schildpadden en zelfs jonge slangen in één keer doorgeslikt. Ook slangen uit de familie koraalslangachtigen, die zeer giftig zijn, kunnen door de kikker worden buitgemaakt. Er is een waarneming bekend van een 43 centimeter lange koraalslang die door een Amerikaanse stierkikker werd verzwolgen. Er zijn enkele waarnemingen bekend van Amerikaanse stierkikkers die vleermuizen buitmaakten. Ook laag over het water scherende zwaluwen kunnen door de kikker worden gegrepen.
De Amerikaanse stierkikker foerageert voornamelijk op prooidieren als de temperatuur en vochtigheid hoog zijn, ongeacht of het dag of nacht is. De kikker beweegt naar zijn prooi toe door te springen. Als een vliegende prooi langs vliegt kan de Amerikaanse stierkikker deze uit de lucht plukken door te springen. De stierkikker kan sprongen maken van meer dan een meter. Er worden onder de bevolking zelfs springwedstrijden gehouden waarbij de totale lengte van drie opeenvolgende sprongen wordt gemeten. Het record staat op naam van een exemplaar genaamd 'Rosie', deze kikker sprong naar ruim 6,3 meter. De Amerikaanse stierkikker is echter geen recordhouder als het gaat om de verste sprong, veel kleinere kikkers uit Afrika kunnen nog veel verder springen.
Bij een onderzoek naar de maaginhoud van exemplaren afkomstig uit de Italiaanse Povlakte werden vooral andere kikkers aangetroffen en daarnaast kuikens van een waterhoen, kuikens van verschillende soorten eenden en zelfs jonge ringslangen.
De kikkervisjes van de Amerikaanse stierkikker zijn vrijwel vegetarisch; ze eten grote hoeveelheden algen. Daarnaast worden ook vergane delen van planten gegeten evenals kleine waterdiertjes.

## Vijanden en verdediging

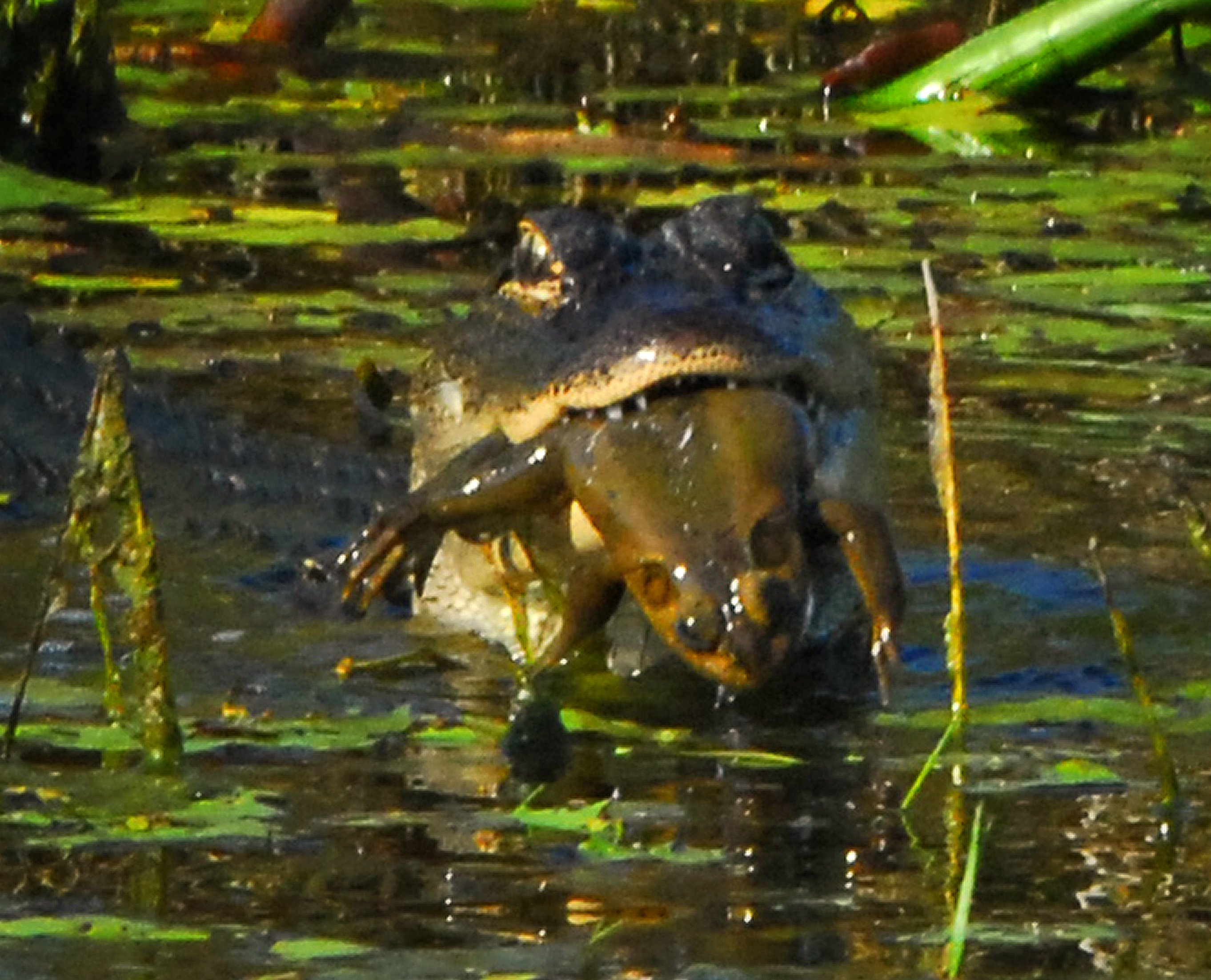
Een belangrijke vijand zijn krokodilachtigen; afgebeeld is een Amerikaanse alligator (Alligator mississippiensis).

Sommige grotere ringslangachtigen hebben voornamelijk kikkers op het menu staan, maar grotere exemplaren van de stierkikker eten ook kleine slangen waaronder kleine ringslangachtigen. Belangrijke vijanden van de Amerikaanse stierkikker in het natuurlijke leefgebied zijn grote schildpadden en krokodilachtigen. Het ontbreken van deze grote reptielen in gebieden waar de kikker als exoot voorkomt is een belangrijke reden voor het feit dat de kikker zich zo massaal kan vermenigvuldigen. Andere vijanden van de stierkikker zijn roofvissen, wasberen, stinkdieren, grote slangen en roofvogels. Voorbeelden van op de kikker jagende vogels zijn reigers zoals de grote zilverreiger en de Amerikaanse blauwe reiger, en ijsvogels zoals de bandijsvogel (Megaceryle alcyon).
Een andere vijand is de zwarte rat, die de kikkers opgraaft als ze in winterslaap zijn en ze vervolgens eet. Tijdens de winterslaap is een kikker volkomen weerloos omdat het te koud is om te bewegen. Een van de weinige watervogels waarvan bekend is dat ze in Europa jagen op de stierkikker is de kwak (Nycticorax nycticorax). Van de blauwe reiger is bekend dat de larven worden gegeten. De larven en eieren van de stierkikker worden in het natuurlijke areaal gegeten door waterinsecten, slangen, vissen en watervogels. Vooral de wantsen uit de familie Notonectidae, ook wel ruggenzwemmers genoemd, zijn een belangrijke vijand van de larven. Deze insecten zuigen met hun injectienaaldachtige snuit de lichaamssappen uit de larven.
De Amerikaanse stierkikker is een relatief schuwe soort die zich meestal langs de waterlijn bevindt en bij verstoring in het water springt. Vervolgens zwemt de kikker naar de bodem of tussen de waterplanten en houdt zich een tijdje schuil. Als een exemplaar zich bedreigd voelt, wordt een afweergeluid gemaakt dat echter lang niet zo luidruchtig is als de lokroep. Er wordt een 'beéh'- achtig geluid geproduceerd, zowel door de mannetjes als de vrouwtjes. Net als bij andere kikkers scheidt de huid stoffen af die irriterend zijn voor de slijmvliezen van vogels en zoogdieren. De Amerikaanse stierkikker is niet aan te merken als giftig, in tegenstelling tot een andere kikker die wereldwijd is uitgezet; de reuzenpad. Deze soort heeft grote gifklieren waardoor de niet-natuurlijke vijanden die de kikker proberen op te eten vaak worden vergiftigd.

## Relatie met de mens

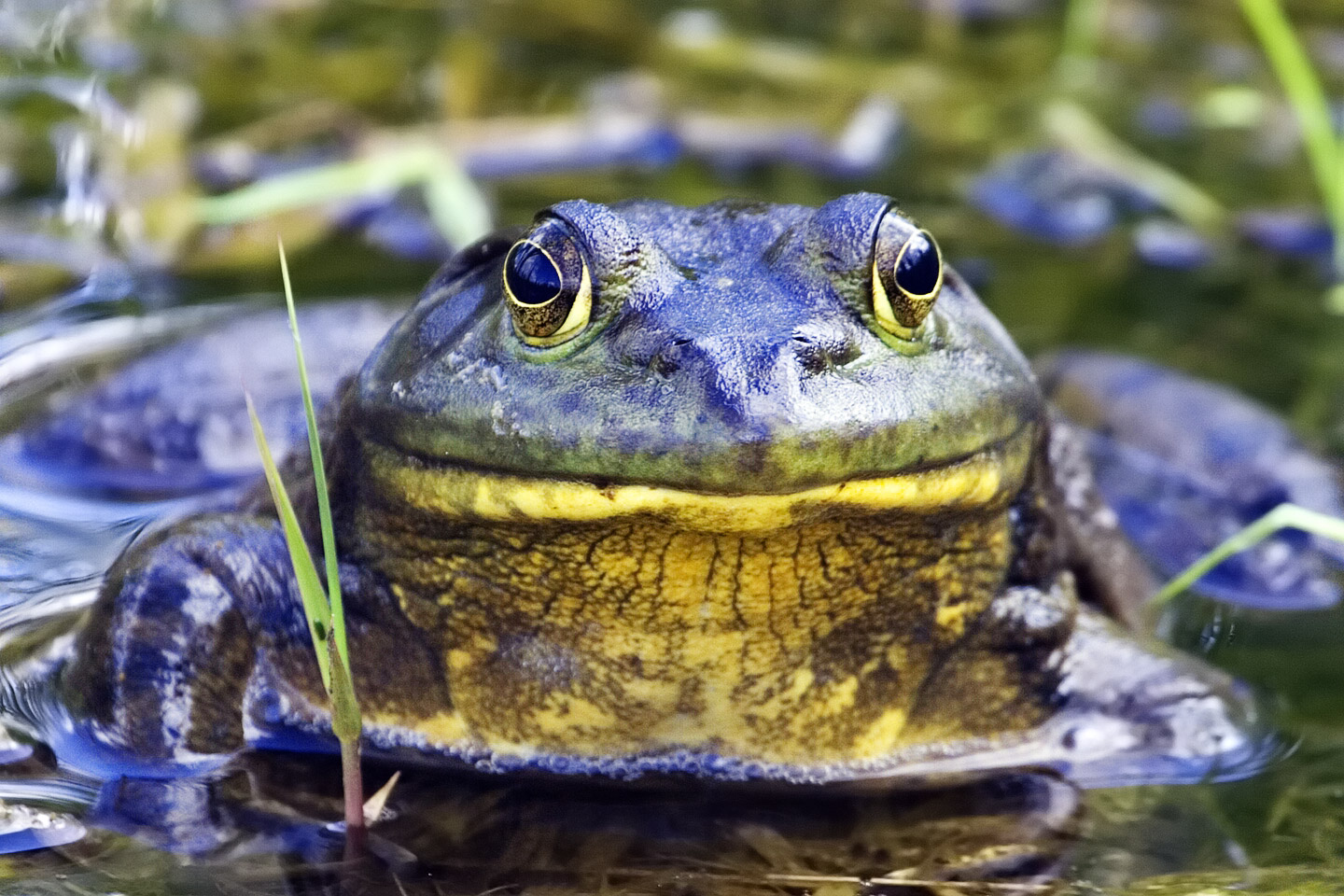
Vooraanzicht

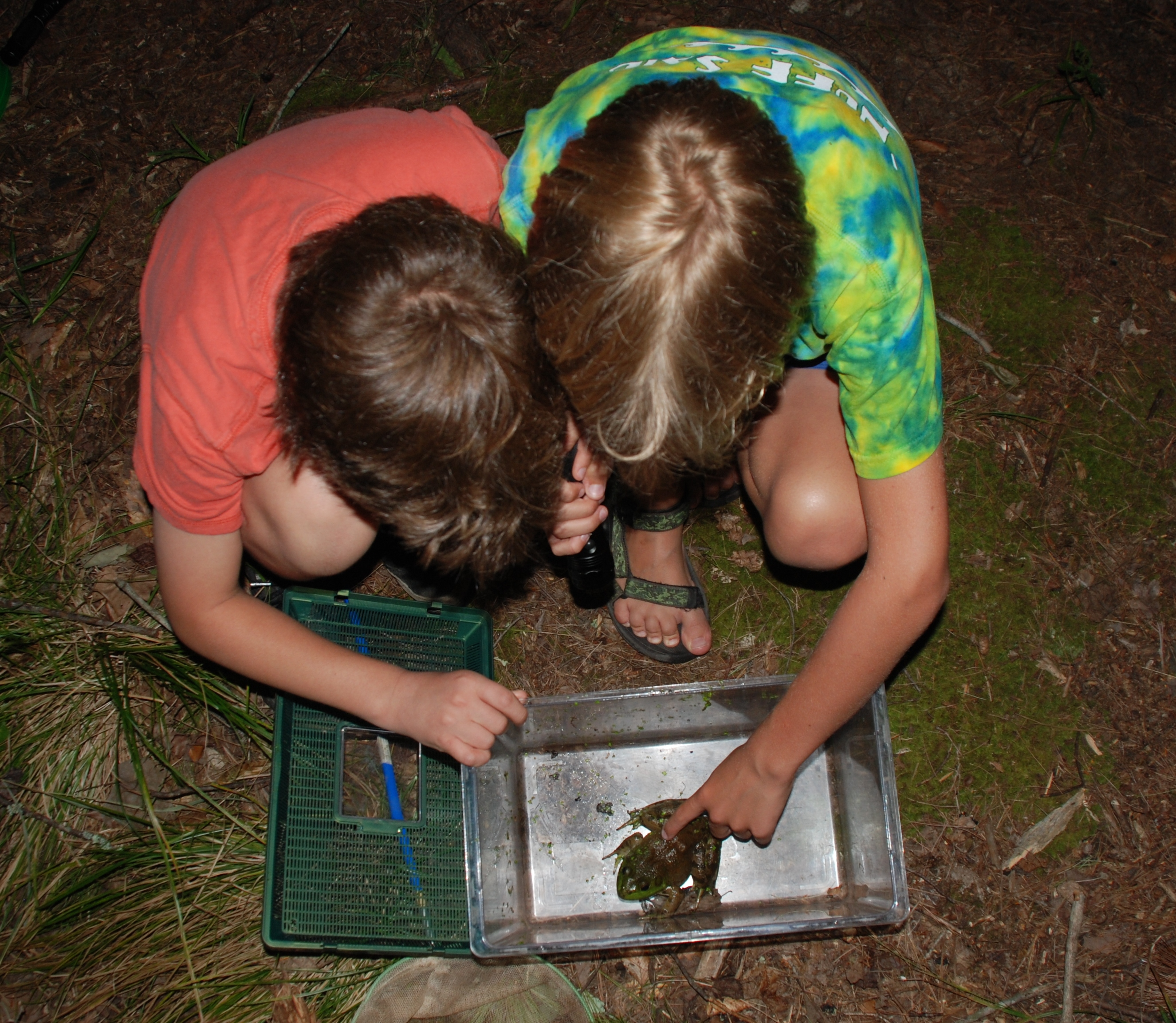
Twee jongens onderzoeken een exemplaar in Douthat State Park in Virginia.

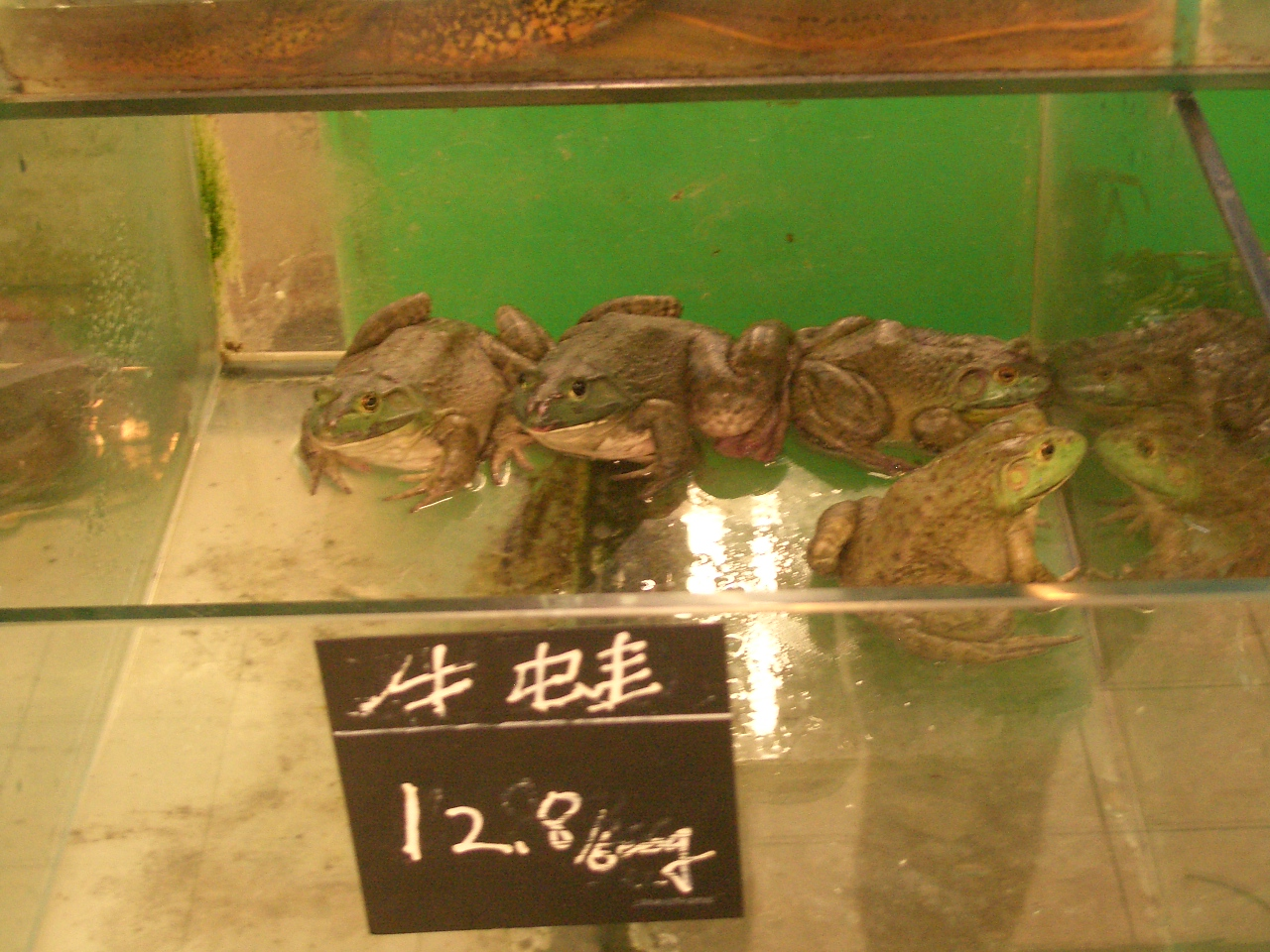
Exemplaren worden te koop aangeboden in een supermarkt in de Chinese stad Shanghai.

De Amerikaanse stierkikker wordt door de mens in gevangenschap als huisdier en vroeger werden de larven ingevoerd om in de vijver op te kweken. De poten van de kikker worden ook gegeten door de mens en op grote schaal gekweekt voor dit doel.
De kikker speelt een rol in sommige films en in de Amerikaanse folklore. Een voorbeeld van het laatste is het verhaal The jumping frog of Calaveras County van Mark Twain.

### In gevangenschap
De Amerikaanse stierkikker wordt door zijn algemene voorkomen en de omvang vaak gehouden als exotisch huisdier. De kikkers worden vaak in het wild gevangen of worden opgefokt in farms, vooral in delen van Noord-Amerika.
De verzorging is eenvoudig; men kan de dieren het best in een paartje houden in een paludarium of een aquarium met een groot landgedeelte. De dieren moeten zowel volledig onder water kunnen schuilen maar hebben ook behoefte aan een landgedeelte. Het terrarium van de dieren moet minstens 100 bij 50 en 50 cm hoog zijn. De stierkikker springt niet veel waardoor het terrarium niet hoog hoeft te zijn. Men dient rekening te houden met de lokroep van het mannetje, die zeer luidruchtig is.
Als voedsel kunnen insecten zoals huiskrekels en wormen worden aangeboden, aangevuld met vis. Af en toe kan een kleine muis worden gevoerd, maar de kikker mag niet te veel vet binnenkrijgen. Het is bij het verzorgen van de kikkers belangrijk dat er geen exemplaren van sterk verschillende groottes bij elkaar worden gehouden. De Amerikaanse stierkikker staat namelijk bekend als zeer kannibalistisch.

### In de cultuur
In 1972 werd de film Frogs uitgebracht waarin een groep gemuteerde reuzenkikkers een hoofdrol speelt. De kikkers zouden hun reusachtige afmetingen hebben bereikt door zich in sterk vervuild water te ontwikkelen. De in de film getoonde kikkers betreffen exemplaren van de Amerikaanse stierkikker, die vanwege hun grootte en algemene voorkomen de meest geschikte kikkers bleken.
De Amerikaanse stierkikker speelt een rol in de Amerikaanse folklore, zoals het verhaal dat Mark Twain eens opschreef over de kikkerwedstrijd. In dit verhaal, The jumping frog of Calaveras County genoemd, bezit een zekere Jim Smiley een exemplaar dat bijzonder ver kon springen. Hij noemde de kikker Daantje Webster, Smiley won veel weddenschappen door de sprongen van de kikker. Op een dag werd hij benaderd door iemand die beweerde een kikker te hebben die verder sprong. Smiley ging de weddenschap aan voor veel geld maar zijn kikker bleef ondanks het te porren op zijn plaats zitten en de andere kikker won. Later bleek dat Daantje voor de wedstrijd gevuld was met metalen hagelkogeltjes en veel te zwaar was om te springen.
Veel staten van de Verenigde Staten hebben een 'dier van de staat' aangewezen in verschillende categorieën, zoals een 'zoogdier van de staat' of een 'vogel van de staat'. Dit dient onder andere om de bekendheid van verschillende dieren te vergroten onder de bevolking. Veel staten hebben ook een 'amfibie van de staat' en de Amerikaanse stierkikker vervult deze rol in drie van de 52 staten van de VS; te weten Missouri, Ohio en Oklahoma.

### Culinair
Het vlees van de achterpoten van kikkers is zeer gewild als voedsel voor de mens en staat bekend als een delicatesse. Hotels en restaurants in de jaren vijftig raadden horecaondernemers aan om het grote publiek te wijzen op de aangename smaak en gezonde bestandsdelen van het vlees van kikkerbillen.
In verschillende landen worden de kikkers voor dit doel op grote schaal gekweekt, voornamelijk in noordelijk Zuid-Amerika. Dit heeft er echter ook toe geleid dat de dieren zijn ontsnapt en andere amfibieën bedreigen door ze op te eten, te beconcurreren of ziektes te verspreiden.
Het jagen op kikker wordt wel 'frogging' (vertaald: kikkeren) genoemd. In de Verenigde Staten wordt 's nachts met een geweer op de Amerikaanse stierkikker gejaagd waarbij sterke lampen worden gebruikt om de kikker te verblinden. De kikker hapt naar alles wat beweegt en men kan ook een klein lapje aan een vishaak bevestigen dat voor de kop wordt gebracht; de kikker hapt dan altijd toe.

## Naamgeving en taxonomie

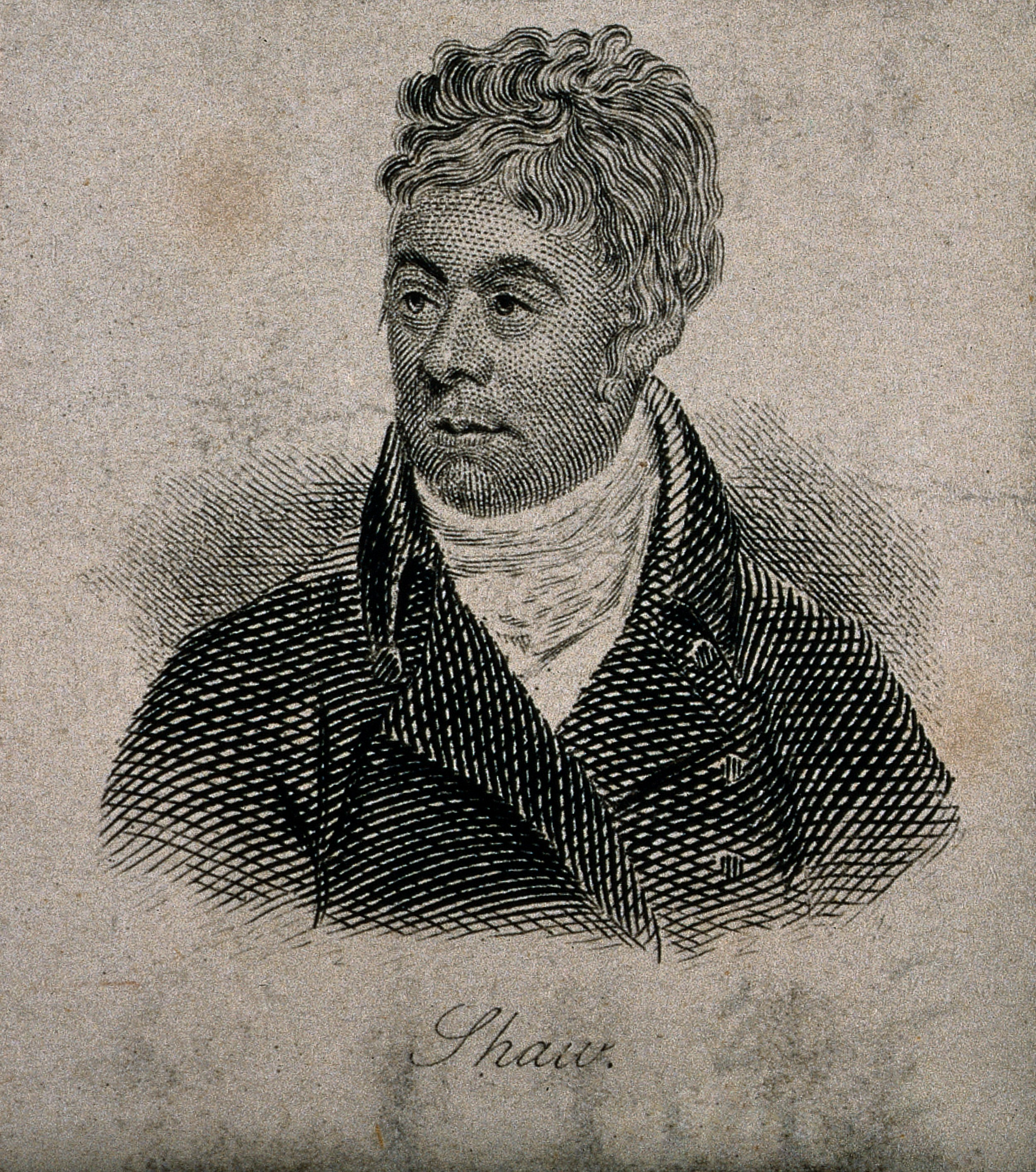
De Amerikaanse stierkikker werd beschreven door George Shaw in 1802.

De Amerikaanse stierkikker wordt ook wel rundkikker genoemd. Ook in andere talen geldt de verwijzing naar stieren (runderen), zoals in het Engelse 'bullfrog', het Duitse 'ochsenfrosch' en het Spaans 'rana toro'. In het Frans ten slotte wordt onder andere de naam 'huilende kikker' (grenouille mugissante) gebruikt. Met de Standaardlijst is de officiële Nederlandstalige naam op Amerikaanse stierkikker komen te liggen.
De Afrikaanse stierkikker (Pyxicephalus adspersus) wordt vanwege de loeiende lokgeluiden van de mannetjes ook wel Afrikaanse 'brul'kikker genoemd. Deze soort komt echter voor in zuidelijk Afrika en is niet verwant. Ook de Indische brulkikker (Hoplobatrachus tigerinus) is ondanks de naam -brulkikker niet verwant; deze soort leeft uitsluitend in delen van Azië.
De Amerikaanse stierkikker werd voor het eerst wetenschappelijk beschreven door George Shaw in 1802. Oorspronkelijk werd de wetenschappelijke naam Rana catesbeiana gebruikt. De kikker is door verschillende biologen abusievelijk als Rana catesbyana aangemerkt. De soort is ook beschreven als Rana pipiens door Daudin in 1802, Daudin gebruikte de beschrijving van Rana pipiens maar vergiste zich in de soort. De Amerikaanse stierkikker behoorde lange tijd tot het geslacht Rana en wordt in de literatuur vaak ook zo aangeduid. In een publicatie van Darrel Frost en andere biologen werd de naam Lithobates voorgesteld. Recentere publicaties plaatsten de kikker weer in het geslacht Rana, met toekenning aan een ondergeslacht. Voorbeelden zijn Rana (Aquarana) catesbeiana door David Mark Hillis in 2007 en Rana (Lithobates) catesbeiana door Martin Jack Fouquette, Jr. en Alain Dubois.
De soortaanduiding catesbeianus komt uit het Latijn en was lange tijd catesbeiana en de huidige soortnaam is catesbeianus. De reden hiervoor is de omslag van een vrouwelijk woord (Rana; uitgang = a) naar een mannelijk woord (Lithobates; uitgang = us). De soortnaam catesbeiana is een eerbetoon aan de Britse natuuronderzoeker Mark Catesby (1679-1749).

### Indeling
De Amerikaanse stierkikker behoort tot de familie van de echte kikkers (Ranidae). Het is een typische vertegenwoordiger van deze groep wat betreft lichaamsvorm, maar er zijn ook enkele verschillen. Zo ontbreken de huidklieren langs de rug die bij veel andere echte kikkers juist duidelijk te zien zijn. Ook het verschil in grootte van de trommelvliezen tussen mannetjes en vrouwtjes is bij andere soorten nooit zo geprononceerd.
Een van de redenen om de soort in het geslacht Rana te plaatsen en niet in het geslacht Lithobates, is het feit dat het zo een bekende soort is. Bekendere soorten kikkers worden veel intensiever onderzocht dan relatief zeldzame soorten, waardoor er meer duidelijkheid is over de relaties met andere groepen van kikkers. Het nadeel hiervan is dat op basis van nieuwe wetenschappelijk inzichten de geslachtsnaam en soms de soortnaam worden herzien. Hierdoor raken namen die in de literatuur worden gebruikt al snel verouderd wat tot verwarring leidt, zowel bij wetenschappers en zeker bij de leek.
Ondanks het zeer grote natuurlijke verspreidingsgebied worden geen ondersoorten erkend.